# أ. إس. روث
أ. إس. روث هو سياسي أمريكي، ولد في 18 ديسمبر 1865 في لينيوس في الولايات المتحدة، وتوفي في 30 يونيو 1915 في كاليفورنيا في الولايات المتحدة. نشط حزبياً في الحزب الجمهوري. وقد انتخب عضو مجلس نواب واشنطن ‏.